# Birhanu Balew
Birhanu Balew, född 27 februari 1996, är en bahrainsk långdistanslöpare.

## Karriär
Balew tävlade för Bahrain vid olympiska sommarspelen 2016 i Rio de Janeiro, där han slutade på nionde plats på 5 000 meter.
I augusti 2021 vid OS i Tokyo slutade Balew på 6:e plats på 5 000 meter.